# Freccia Vallone femminile 2001
La Freccia Vallone femminile 2001, quarta edizione della corsa e valida come quarta prova della Coppa del mondo di ciclismo su strada femminile 2001, si svolse il 18 aprile 2001 su un percorso di 93,5 km, con partenza da Huy e arrivo al Muro di Huy, in Belgio. 
La vittoria fu appannaggio dell'italiana Fabiana Luperini, la quale completò il percorso in 2h41'32", alla media di 34,543 km/h, precedendo l'australiana Anna Millward e la tedesca Trixi Worrack.
Sul traguardo del muro di Huy 92 cicliste, su 126 partite da Huy, portarono a termine la competizione.

## Percorso
L'edizione 2001, contò la presenza di 6 muri: il più lungo fu la Côte de Bohissau, mentre il più duro, fu quello conclusivo di Huy.

### Muri
| Numero | Nome             | Chilometro | Lunghezza (m) | Pendenza media (%) |
| ------ | ---------------- | ---------- | ------------- | ------------------ |
| 1      | Côte de France   | 13,5       | 2500          | 6,1                |
| 2      | Côte de Pailhe   | 37,5       | 1000          | 5,3                |
| 3      | Côte de Coutisse | 55,5       | 1400          | 6,4                |
| 4      | Côte de Bohissau | 65,7       | 3400          | 7,6                |
| 5      | Côte de Ahin     | 82,5       | 2400          | 6,4                |
| 6      | Muro di Huy      | 93,5       | 1300          | 9,3                |

## Ordine d'arrivo (Top 10)
| Pos. | Corridore           | Squadra              | Tempo    |
| ---- | ------------------- | -------------------- | -------- |
| 1    | Fabiana Luperini    | Edil Savino          | 2h41'32" |
| 2    | Anna Millward       | Saturn Women         | a 9"     |
| 3    | Trixi Worrack       | Sel. Germania        | s.t.     |
| 4    | Edita Pučinskaitė   | Alfa-Lum RSM         | a 15"    |
| 5    | Ceris Gilfillan     | Sel. Gran Bretagna   | s.t.     |
| 6    | Heidi Van De Vijver | Vlaanderen-T Interim | a 20"    |
| 7    | Simona Parente      | Edil Savino          | a 22"    |
| 8    | Zinaida Stahurskaja | GAS Sport Team       | a 24"    |
| 9    | Mirjam Melchers     | Acca Due O           | s.t.     |
| 10   | Susanne Ljungskog   | Vlaanderen-T Interim | s.t.     |